# Banca centrale di Curaçao e Sint Maarten
La banca centrale di Curaçao e Sint Maarten è la banca centrale di Curaçao e di Sint Maarten, nei Caraibi olandesi. La banca che ha sede a Willemstad, è nota per essere la più antica dell'America.
La moneta ufficiale è il fiorino caraibico (fino al 31 marzo 2025, fiorino delle Antille Olandesi).